# Cicia pelota
Cicia pelota är en fjärilsart som beskrevs av William Schaus 1905. Cicia pelota ingår i släktet Cicia och familjen påfågelsspinnare. Inga underarter finns listade i Catalogue of Life.